# 新橋探偵物語2 ダブルリボルバーラヴ
『新橋探偵物語2 ダブルリボルバーラヴ』（しんばしたんていものがたりツー ダブルリボルバーラヴ）は、2022年に公開された日本の映画、監督は横山翔一。

## 概要
「OP PICTURES+フェス2022」企画の1本として、2022年12月3日、テアトル新宿にて初上映。『新橋探偵物語』（絶倫探偵 巨乳を追え!）の続編。時系列としてはスピンオフ作『新橋探偵物語 駅前サウナの怪人編』（激マブ探偵なな 手淫が炸裂する時）のあとの作品となっている。
撮影は2020年に行っており、当初は『駅前サウナの怪人編』との併映を考えていたが、撮影から2年、『駅前サウナの怪人編』からは1年を置いての公開となった。
今作ヒロイン、星美緒奈は悪の組織の一員であり、仕事としてセックスし相手を洗脳する任務に就いている設定である。彼女に恋したハテナシはその現在や過去を知っても愛し続けることができるのか、という点が今作ではテーマとなっており、セックスワーカーにおける恋愛の是非などが隠喩となって表現されている。
2023年5月5日には成人映画館公開版が、『絶倫探偵DX　愛と淫慾のバイブ』のタイトルで70分に短縮再編集され公開。R18版では鬼道のエピソードが短く削られており、より星美緒奈中心の作劇となった。

## あらすじ
かつてマッドシティと呼ばれた新橋も客引き行為が条例で違法となり、悪がうごめく街から変わってきた。しかし超男尊女卑犯罪結社・ADAM（アダム）はいまだ壊滅されておらず、鬼道豪太郎がADAMの一員となるなど、警察内部に秘密裏に侵攻していた。
一方、セックス探偵率いる「アメノウズメ」はかつての秘密基地を失い、映像会社・ゴーカンパニーの一角を間借りしつつ、電話番やコピー係として勤務していた。社内になじみまくったセックス探偵ハテナシだったが、久々にウェブCMのスタンドインという役者仕事が舞い込んだ。対ADAMと役者仕事、どっちを取るかで悩み役者を選んだハテナシは、現場で働くAD美緒奈に「地味かわいい」と一目惚れ。後日、霞・ラヴクラフトと探偵仕事に赴くが、彼女以外とはセックスできないと、特異体質であるセックスセンス発動を拒絶するのだった。

## 登場人物
星美緒奈
演 - 川上なな実
映像制作会社のAD。しかしそれは表の顔であった。
果梨玉男
演 - 長野こうへい
売れない役者でセックス探偵。
針型隆起
演 - 折笠慎也
セルフプレジャーアイテム制作会社の代表。実はADAMの一員であり、パワハラ、セクハラの権化。正体はDr.ディルドウ。
霞・ラヴクラフト
演 - ジューン・ラブジョイ
ニューヨーク市警の刑事。
なな
演 - きみと歩実
アメノウズメの一員で、セックス探偵を補佐。
ハチ
演 - 真矢みつき
アメノウズメの一員で、セックス探偵を補佐。
珍鎮
演 - あらい汎
アメノウズメの一員。本作ではゴーカンパニーの電話番。
前張達郎
演 - 伊神忠聡
ゴーカンパニー社員。本作では俳優業は事実上休止しており、ハテナシのマネージャー業務にシフトしている。
クロフク
演 - 高木健
新橋の客引き。
権座我鳴
演 - 近藤善揮
ゴーカンパニー代表。
瀧クリ
演 - 西村禮
針型の秘書。
清掃員
演 - 長谷川千紗
ホテルの清掃スタッフ。
CMディレクター
演 - 麻王
髪もじゃな映像制作ディレクター。
鬼道豪太郎
演 - 大迫茂生
家庭持ちの刑事。かつてはニューヨークに赴任しており、霞とも知り合い。
長尾ユミカ
演 - 春原未来
女優。撮影現場で久々にハテナシと出会う。
ギュウゾウ
演 - ギュウゾウ
電撃ネットワークメンバー。世界的に忙しい。
前田けゑ
演 - 前田けゑ
街頭ビジョンに写るトーク番組の出演者。
秋乃ゆに
演 - 秋乃ゆに
街頭ビジョンに写るトーク番組の出演者。

## スタッフ
- 原案・監督：横山翔一
- 脚本：奥山雄太
- 撮影：佐藤直紀
- 照明：岩渕隆斗
- 録音：田中秀樹
- 美術：柴田正太郎
- 特殊造形：快歩
- 装飾：杉崎匠平
- 衣裳：長瀬由依
- ヘアメイク：安藤メヰ
- 編集：横山翔一、秋野太郎
- 音楽：ひと:みちゃん
- 劇伴：松石ゲル、伊藤資隆
- 助監督：秋野太郎
- スチール：篠田卓也
- 小道具協力：ワイルドワン
- 仕上げ：東映ラボ・テック
- 制作：ふくよか舎
- 提供：オーピー映画